# Hybomitra fuscomaculata
Hybomitra fuscomaculata är en tvåvingeart som beskrevs av Wang 1985. Hybomitra fuscomaculata ingår i släktet Hybomitra och familjen bromsar. Inga underarter finns listade i Catalogue of Life.